# Papirus (biljna vrsta)
Papirus (lat.  Cyperus papyrus) je biljka iz porodice šiljovki (lat. Cyperaceae) s mesnatim podankom i bezlisnom stabljikom visokom do 4 metra, promjera do 10 centimetra. Domovina papirusa tropska je središnja Afrika, a unesen je u Egipat, Izrael i na Siciliju. Od srčike stabljike stari su Egipćani, Grci i Rimljani pravili materijal za pisanje sličan papiru.
Papirus je močvarna biljka slična trski, naraste u visinu do 3 metra, stabljika mu je mekana i ponekad debela kao ljudska ruka. Na vrhu stabljike nalaze se grane koje liče na raščupanu i neurednu kosu. Listovi papirusa su maleni, a korijen snažan. Na vrhovima dugih uspravnih izbojaka razvijaju se listovi, koji nalikuju vlatima trave na kojima se razvijaju maleni, neugledni cvjetići.

## Primjena
Drevni su Egipćani prije 4 000 godina pronašli prikladniji materijal za pisanje. Bio je to papirus dobiven od istoimene biljke iz porodice šiljovki (lat. Cyperaceae). Biljnu srčiku rezali su u duge tanke trake i ukrštali ih, a prešanjem i lupanjem istisnuti sok služio je kao ljepilo. Taj materijal bio je nakon izjednačavanja (egaliziranja), sušenja i poliranja kao čvrsto vezani dvosloj vrlo čvrst i podatan, tako da se, osim za pisanje, mogao upotrebljavati i u mnoge svrhe. S obzirom na furnirsku strukturu, papirus ima s današnjim papirom samo sličnost u imenu.
Po opisu Plinija Starijega (Prirodoslovlje, XIII), srčika stabljike, i to onoga njezina dijela koji se nalazio pod vodom, rezala se u tanke listove koji su se slagali jedan uz drugi, a potom se preko toga prvoga slagao poprečno drugi sloj. Uzdužni listovi bili su dugački oko 1 metar, a poprečni 20 do 30 centimetara. Tako dobiveni list čvrsto se prešao. Na nj su se lijepili drugi listovi pa se dobivala vrpca dugačka nekoliko metara. Površina lista potom se glačala i sušila, i tada je papirus bio spreman za uporabu. Na papirusu se pisalo pisaljkom od zašiljene trstike (kalamus) crnom i crvenom bojom. Knjiga od papirusa imala je oblik svitka (grč. τόμος, lat. volumen) i na njoj se najčešće pisalo samo na unutrašnjoj strani vrpce, i to u stupcima (lat. paginae) napisanima okomito u odnosu na duljinu svitka.
U samom drevnom Egiptu papirus se koristio u doba faraonskih dinastija. Izvozio se u grčke zemlje, a potom i u Rim, te u sve druge zemlje Sredozemlja. Za pisanje grčkih tekstova u Egiptu se papirus koristio sve do 8. stoljeća, a Arapi su ga koristili i do 10. stoljeća. U nekim europskim zemljama (na primjer u Rimskoj kuriji) koristio se do 11. stoljeća. Istisnuo ga je iz uporabe trajniji pergament, a u arapskom svijetu sve veća proizvodnja papira. Sačuvalo se mnogo knjiga i isprava od papirusa, i to u Egiptu (vrlo rijetko i u drugim zemljama). Znanost koja se bavi čitanjem, datiranjem, interpretacijom i sadržajem papirusnih svitaka zove se papirologija. 